# モデスト・ムソルグスキー
モデスト・ペトローヴィチ・ムソルグスキー（Моде́ст Петро́вич Му́соргский [mɐˈdɛst pʲɪˈtrovʲɪtɕ ˈmusərkskʲɪj] ( 音声ファイル),ラテン文字転写：Modest Petrovich Mussorgsky, 1839年3月21日 - 1881年3月28日）は、ロシアの作曲家で、「ロシア五人組」の一人。「五人組」の中では、そのプロパガンダと民謡の伝統に忠実な姿勢をとり、ロシアの史実や現実生活を題材とした歌劇や諷刺歌曲を書いた。国民楽派の作曲家に分類され、歌劇『ボリス・ゴドゥノフ』や管弦楽曲『禿山の一夜』、ピアノ組曲『展覧会の絵』などが代表作とされる。

## 生涯
プスコフ州カレヴォ村にて地主階級の家に生まれる。6歳から母の手ほどきでピアノを始める（そこから、やがてフランツ・リストの小品を弾くまでになったといわれる）。10歳のときサンクトペテルブルクのエリート養成機関ペトロパヴロフスク学校に入学。
ムソルグスキーは武官になることを夢見ており、13歳で士官候補生になるが、音楽は大切な存在であり続けた。1852年には父が出費して、ピアノ曲『騎手のポルカ（Porte-enseigne Polka）』が出版された。
2年間のうちに、ロシアの文化人との出会いを果たし、ダルゴムイシスキー、スターソフ、バラキレフ、キュイとの出会いは重要であった。バラキレフの指導のもとに、歌曲とピアノ曲などの習作を手がけるが、1858年に軍務を退役する。リャードフ少年に出会い、モスクワ詣でにも出向き、同胞愛や郷土愛に目覚める。
ムソルグスキーは、バラキレフに師事して、ベートーヴェンなどのドイツ音楽を学んでおり、バラキレフの監督下に作曲された『4手のためのピアノ・ソナタ』は、ムソルグスキー唯一のソナタ形式を含む作品である。作曲を続け、未完成のまま放棄した歌劇『アテネのオイディプス』も、またピアノ曲『古風な間奏曲（Intermezzo in modo classico）』（1867年に改訂し、管弦楽化）も、やはり民族主義的でない。ムソルグスキー家は荘園の半分を収奪され、ムソルグスキー自身は、非常に多くの時間をカレヴォで過ごして、一家の突然の零落を何とか食い止めようとしたものの失敗した。
この頃、ムソルグスキーはバラキレフの影響力から自由になり、ほとんど独学するようになった。1863年から1866年まで、歌劇『サランボー （Salammbô） 』に取り組む。ペテルブルクに戻り、下級官吏として生計を立てる。ペテルブルクで、近代芸術や近代科学について読書し、議論を戦わせた。そのような影響のもとにムソルグスキーは、段々と「リアリズム」という理念を抱くようになり、社会の低層に関心を寄せた。再現やシンメトリーのある楽式を拒否し、「現実生活」の繰り返しのない、予測のつかない流れに十分に忠実であろうとした。
「現実生活」の衝撃は、1865年に母親が没すると、ムソルグスキーにはとりわけ苦痛に思われた。この頃から深刻なアルコール依存症の兆しが見え始める。しかしながら26歳のムソルグスキーは、写実的な歌曲の作曲を始め、1866年に作曲された歌曲『ゴパーク（Gopak）』と『愛しいサーヴィシナ（Darling Savishna）』は翌1867年に、初めて自力で出版された作品となった。1867年は、『禿山の一夜』の初稿が完成された年でもあったが、バラキレフはこれを批判し、指揮することを拒んだため、存命中には上演されなかった。
文官としての職務は安定していなかった。1867年に余剰人員と宣告され、出勤しても無報酬であった。とはいえ芸術生活においては、決定的な展開が生じようとしていた。バラキレフを中心とした作曲家集団についてスターソフが「五人組」と名付けたのは1867年のことであったが、それまでにムソルグスキーはダルゴムイシスキーに接近した。
1866年よりプーシキンの原作歌劇『石の客』を作曲中であったダルゴムイシスキーは、テクストは「その内的な真実が捻じ曲げられないように、あるがままに」曲付けされるべきであると力説して、アリアとレチタティーヴォをやめデクラマシオンをよしとした。
『石の客』に影響されて、1868年に作曲された、ゴーゴリ原作の『結婚』の最初の11場では、戯曲の日常的な対話の抑揚を、旋律線によって自然に再現することが優先されている。『結婚』は、ムソルグスキーの自然主義的な曲付けにおいて極端な位置を占めている。この作品は第1幕の終結まで作曲されながらも、管弦楽法を施されぬままに放棄されたが、その典型的なムソルグスキー流デクラマシオンは、その後のあらゆる声楽曲において聞き取ることが可能である。自然主義的な声楽書法が、数ある表現原理の中で、しだいに唯一のものとなった。
『結婚』を放棄した後、ムソルグスキーはボリス・ゴドゥノフの物語でオペラを作曲するよう励まされる。このためプーシキンの戯曲や歴史物語を集め、オペラ『ボリス・ゴドゥノフ』を書き上げた。1871年に提出されるが、歌劇場から上演拒否にあった。初稿では、明らかにプリマドンナ役がなかったからだった。ムソルグスキーは改訂に取り掛かり、より大掛かりな第2稿(これが原典版である。)を完成させ1872年（おそらく5月）に受理され、1873年にはマリインスキー劇場で抜粋上演が行われた。
1874年2月の『ボリス・ゴドゥノフ』の初演まで、ムソルグスキーは、不運に終わった「五人組」の合作オペラ『ムラーダ』にかかわって、このために『禿山の一夜』合唱版を作成し、歌劇『ホヴァーンシチナ』にも着手した。『ボリス・ゴドゥノフ』は批評家筋の受けが悪く、上演回数は十回程度でしかなかったが、聴衆には好評で、これによってムソルグスキーの活動は頂点をきわめた。

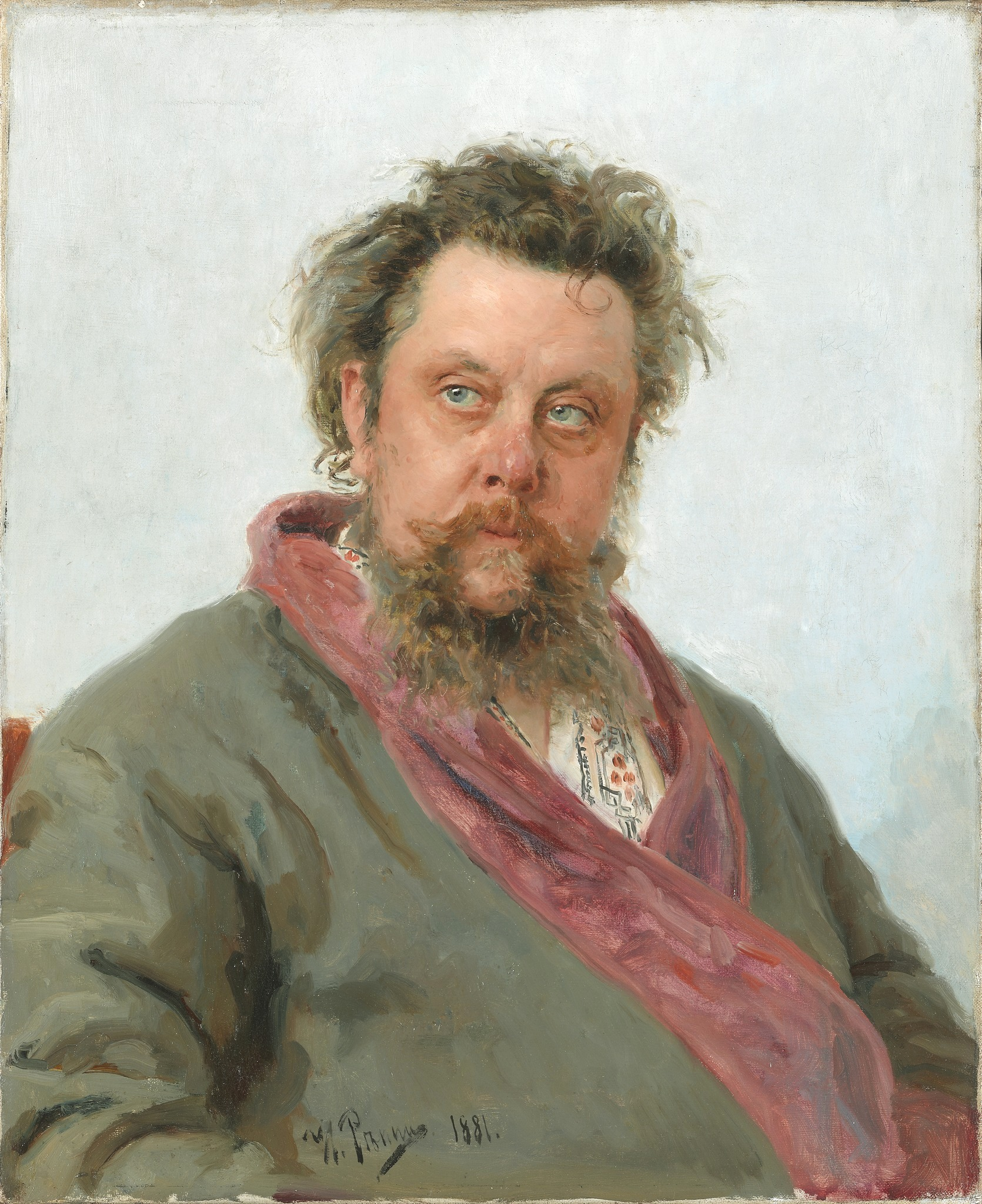
イリヤ・レーピン『作曲家モデスト・ムソルグスキーの肖像』（トレチャコフ美術館所蔵、1881年）

この頂点からの転落のきざしが次第に明らかとなり、ムソルグスキーは友人のもとから押し流され、アルコール依存症が関係する狂気も見受けられる。さらに友人ヴィクトル・ハルトマン（ガルトマン）が死に（1873年のことである）、肉親やルームメートのゴレニシェフ＝クトゥーゾフ伯爵（『陽の光もなく』『死の歌と踊り』の作詞家）も結婚して去って行った。1874年以降は、『陽の光もなく』、『モスクワ河の夜明け』（『ホヴァーンシチナ』前奏曲）、『展覧会の絵』が作曲されている、この時ムソルグスキーは35歳である。歌劇『ソロチンスクの定期市』にも着手し、さらに『禿山の一夜』の、別の合唱版も作成した。
やがて著名人のサークルと交際を始めたが、酒量が抑えられず、身近な人の相次ぐ死は心痛をもたらしたが、ムソルグスキーの最も力強い作品『死の歌と踊り』が作曲された。文官としての仕事は、たびたびの「病気」や欠席のためにいっそう不安定になり、内務省に転職することができたことは幸運であった。しかも転職先では、ムソルグスキーの音楽熱が寛大に扱われたのである。1879年には、伴奏者として3ヶ月間に12都市で演奏活動を行うことさえ許されていた。ただし、サンクトペテルブルクに戻ると再び以前の荒んだ生活に逆戻りした。
1880年に公務員の地位を追われる。ムソルグスキーの窮乏を知って友人たちは、『ホヴァーンシチナ』『ソロチンスクの定期市』を完成できるように寄付を集めようとした。『ホヴァーンシチナ』のピアノ・スコアは、2曲を除いて完成しており、仕上げまでもう少しというところまで達したが完成には至らなかった。
1881年初頭に4度の心臓発作に見舞われた。ムソルグスキーが入院させられた状況は絶望的であり、3月28日に42歳で死去。イリヤ・レーピンによって有名な肖像画が描かれたが、これは最期を伝えるものとなった。

## 作品
増四度を積み重ねる技法や、原色的な和声感覚、作曲素材の大胆な対比などは、さしずめ印象主義音楽や表現主義音楽の前触れとなっている。
ムソルグスキー作品の目覚しい斬新さは、20世紀半ばにショスタコーヴィチによって、作曲者の手法にあたうる限り忠実に、2つの歌劇『ボリス・ゴドゥノフ』と『ホヴァーンシチナ』の管弦楽法がやり直されるまで、永らく見過ごされてきた。また『禿山の一夜』は、ディズニー映画『ファンタジア』に利用されて、いっそう有名になった。
想像力に富み最も演奏される作品は、ピアノのための連作組曲『展覧会の絵』である。この作品は友人であった建築家ヴィクトル・ガルトマンの遺功をしのんで作曲された。19世紀のうちから管弦楽への編曲が試みられていたが、今日のほとんどの演奏はラヴェルの編曲である。
ムソルグスキーは歌劇『ソロチンスクの定期市』を未完成のまま没したが、有名な舞曲『ゴパーク(英語読みでホパック)』は、しばしば単独で演奏され、またラフマニノフのピアノ用への編曲で有名になった。
また、歌曲『蚤の歌』はゲーテ『メフィストフェレス』をアレクサンドル・ストルゴフシチコフがロシア語訳した詞に曲をつけたバス独唱曲。その他の作品では、3大歌曲集（『子供部屋』（1872年）、『日の光もなく』（1874年）、『死の歌と踊り』（1877年））が有名である。

### 舞台作品
ムソルグスキーは生涯で7つのオペラを作曲しているが、生前唯一完成させた有名な『ボリス・ゴドゥノフ』を除き、そのほとんどが未完成のまま残されている。また構想に終わったオペラもいくつか存在し、彼が1856年に創作を試みた『アイスランドのハン』（ヴィクトル・ユーゴーの台本による）という実現に至らなかった作品があるが、これが最古のものとされている。また死の数年前に『ホヴァーンシチナ』と『ソローチンツィの定期市』を作曲していた最中の1877年頃に『プガチョフシチナ』という構想のみに終わった作品もある。これはプーシキンの『大尉の娘』に基づいたオペラとして計画された作品である。
- 歌劇『アテネのエディプス王』（Эдип в Афинах）（1858-60,未完）

初期に作曲された歌劇。ソフォクレスに基づき、V.A.オゼロフの台本で作曲が進められたが途中で放棄した。現在は合唱曲の『民衆の合唱』のみ現存。
- 歌劇『サランボー（英語版）』（Саламбо）（1863-66,未完）
- フローベールの原作に基づき、作曲者自身が台本を作成。しかし途中で放棄したため未完となる。現在は台本のほぼ大半と3曲のナンバーのみが現存する。
- 歌劇『結婚（英語版）』（Женитьба）（1868,未完）

ニコライ・ゴーゴリの原作に基づいて、全4幕のオペラとして作曲が進められたが、作曲者が完成させたのは1幕のみ。残りの3幕はミハイル・イッポリトフ＝イワノフの補筆により完成させた。
- 歌劇『ボリス・ゴドゥノフ』（Борис Годунов）（1868-69/71-73）

アレクサンドル・プーシキンの原作を基に、スターソフと共同で台本を作成。1869年に初稿を完成させたが、劇場側から上演を拒否されたため大幅な改定を施し、1873年にプロローグ付きの4幕版を完成させた。未完となったオペラが多いムソルグスキーのオペラの中で唯一完成させたものである。
- 歌劇『ホヴァーンシチナ』（Хованщина）（1872-80,未完）

17世紀に帝政ロシアで起きた史実を基に作曲者自身が台本を作成。第1幕への前奏曲が有名
- オペラ・バレエ『ムラーダ』（Млада）（1872,未完）

未完の合作。キュイらによる合作オペラだが、2曲現存する
- 歌劇『ソロチンスクの定期市』（Сорочинская ярмарка）（1874-80,未完）

ニコライ・ゴーゴリの『ディカーニカ近郷夜話』に基づいて作曲者自身が台本を作成。『ホヴァーンシチナ』と同時並行で作曲が進められていたが、作曲者の死没により未完のまま残された。のちにアナトリー・リャードフらにより補筆完成。

### 管弦楽曲
- 『禿山の聖ヨハネ祭の夜』(1867)

一般的には リムスキー＝コルサコフが改作した交響詩『禿山の一夜』（1883）で知られることが多い。ただし、近年は原典版の演奏も増えてきている。
- 古典様式による交響的間奏曲（1867）
- 行進曲『カルスの奪還』（Взятие Карса）（1880）

原曲は未完となった合作オペラ=バレエ『ムラダ』のために作曲した『公と僧侶たちの行進』。『トルコ行進曲』という別名もある。

### ピアノ曲
ムソルグスキーが最初に作曲したとされる『騎士のポルカ』は1852年に生み出されているが、彼が13歳の時の産物である。バラキレフの許で修業していた時期にピアノソナタも作曲しているが、これらは未完に終わったかもしくは紛失しているため、完全な形としては残されていない。彼のピアノ曲で有名なものは『展覧会の絵』であり、後に管弦楽版として編曲されている。晩年はオペラの制作に注いでいたため、作品数はごく少なく、演奏時間にして数分程度の小品が生み出されている。
- 騎士のポルカ（1852）

最初期に書かれたピアノ曲。父が自費で出版した。
- アレグロとスケルツォ ハ長調（1860）
- 古典様式による間奏曲（1860-61）
- 子供の頃の思い出（1865）
- 気まぐれな女（1865）
- 夢（1865）
- 紡ぎ女（1871）
- 組曲『展覧会の絵』（1874）

1891年、リムスキー＝コルサコフの弟子であったミハイル・トゥシュマロフがこの曲の一部を初めてオーケストラ編曲を行って以降、さまざまな編曲がなされている。特に1922年モーリス・ラヴェルが行ったオーケストラ編曲版が非常に有名であり、その他ギターやマリンバ、シンセサイザーなど、様々な楽器によって演奏されている。また、クラシックだけでなく、ロックバンドによる編曲・演奏も行われている。
- クリミア南岸にて（1880）
- 涙（1880）
- 村にて（1880）

### 合唱曲
他のジャンルと比べて、ムソルグスキーの合唱曲はごくわずかしか残されていない。
- セレナヘリブの陥落（The Destruction of Sennacherib）（1866-67）

混声合唱と管弦楽のための作品。バイロンの詩による。
- イエス・ナヴィヌス（Iisus Navin）（1874-77）

アルト、バリトン、合唱とピアノのための作品。『ヨシュア』の題としても知られる。歌詞は作曲者による。管弦楽伴奏版はリムスキー＝コルサコフが1883年に作成している。

### 歌曲
ミリイ・バラキレフの下で音楽を学んでいた頃から没するまで、歌曲は生涯にわたって書き続けられている。『ラヨーク』では当時の社会を風刺した歌曲として知られる。
- 小さな星よ、お前はどこに（1857）

N.P.グレコフの詞による。1858年に管弦楽伴奏版も作られている。
- 夜（1864）
- カリストラート（1864）

A.I.ネクラーソフの詞による。『カリストラートゥシュカ』の改訂版
- ゴパーク（1866）
- 神学生（1867）
- きのこ狩り（1867）

L.A.メイの詞による。他者による編曲版が存在する。
- いたずらっ子（1867）
- 雄山羊（1867）
- 古典主義者（1867）
- イェリョームシカの子守歌（1868）
- 歌曲集『子供部屋』（1868-72）

全7曲から構成される歌曲集。歌詞は作曲者自身による。
- ラヨーク（1871）

または『のぞきからくり』や『人形芝居』とも。歌詞は作曲者自身による。
- 歌曲集『日の光もなく』（1874）

全6曲からなる歌曲集。歌詞は作曲者自身による。
- 歌曲集『死の歌と踊り』（1875-77）

全4曲からなる歌曲集。A.ゴレニーシチェフ=クトゥーゾフの詞による。後にドミートリイ・ショスタコーヴィチによって管弦楽伴奏版も作られている。
- 不幸は落雷のようにではなく襲った（1877）
- 傲慢（1877）
- 幻（1877）
- 蚤の歌（1879）

ゲーテによる。『アウエルバッハの酒倉でのメフィストフェレスの歌』の題でも知られる。

## 映画やポップ・カルチャーにおけるムソルグスキー
映画やテレビに転用されていっそう有名になった。またプログレッシブ・ロックやクロスオーバー、フュージョンなどの分野にも影響を与え、アレンジが試みられた。
- ウォルト・ディズニー 映画ファンタジア （1940年） ：禿山の一夜（リムスキー＝コルサコフ版のストコフスキーによる短縮版）
- アニメーション作品「展覧会の絵」（1966年、虫プロダクション）。※ 現在流通している版は冨田勲の編曲で，さらに後年にエピソードが1つカットされたフィルムのもの。
- 映画 アサイラム・狂人病棟 （1972年） ：展覧会の絵 の抜粋と 禿山の一夜
- マイケル・ジャクソンのアルバム ヒストリー パスト、プレズント・アンド・フューチャー ブック1 ：展覧会の絵
- 映画サタデー・ナイト・フィーバー （1977年）：禿山の一夜 の編曲版
- テレビドラマ 大都会 PARTIII
  - 第37話「頭取集団誘拐」、第42話「シージャック強盗団」：小人（グノーム）がBGMとして使用。
- ウディ・アレン 映画スターダスト・メモリー （1980年） ：禿山の一夜（リムスキー＝コルサコフ版）
- クリス・マルケル 映画サン・ソレイユ （1983年） ：題名は日の光もなく の仏語版
- テレビドラマ 西部警察シリーズ
  - PART-I 第123話「松田刑事、絶命!」、PART-III 第1話「強行着陸!!」：小人（グノーム）がBGMとして使用。
- プログレッシブ・ロックバンド「エマーソン・レイク・アンド・パーマー」：展覧会の絵 （カバーアルバムおよびライブ・ビデオ）
- シンセサイザー奏者・冨田勲：展覧会の絵 （1975年、カバーアルバム）
- ドイツのスラッシュメタルバンド「メコン・デルタ」は、『展覧会の絵』(アルバム)や『禿山の一夜』などをカバーしている。
- レスラー、ジェリー・ローラーの入場テーマ ：キエフの門
- テレビ番組、ナニコレ珍百景：珍百景が紹介されるときに、キエフの門の終盤の部分が使われている。
- TM NETWORK：『MEMORIES』(WELCOME BACK 2内収録)
- テレビドラマ 花子とアン（NHK連続テレビ小説） ：鶏の足の上に建つ小屋 - バーバ・ヤガー が銀座のカフェ「ドミンゴ」のBGMで使用（一部の回のみ）。
- テレビドラマ　まだ結婚できない男(関西テレビ) 第2話「婚活アプリで出会って悪いか！！」 : 主人公が自宅で音楽鑑賞をしている際に『禿山の一夜』が流れる。